# NGC 6161
NGC 6161 ist eine 14,9 mag helle Spiralgalaxie vom Hubble-Typ Sc im Sternbild Herkules am Nordsternhimmel. Sie ist schätzungsweise 458 Millionen Lichtjahre von der Milchstraße entfernt, hat einen Durchmesser von etwa 120.000 Lichtjahren und ist Mitglied der Hickson Compact Group 82.
Im selben Himmelsareal befinden sich u. a. die Galaxien NGC 6162 und NGC 6163.
Das Objekt wurde am 30. Juni 1870 von Édouard Stephan entdeckt.